# 拉致議連

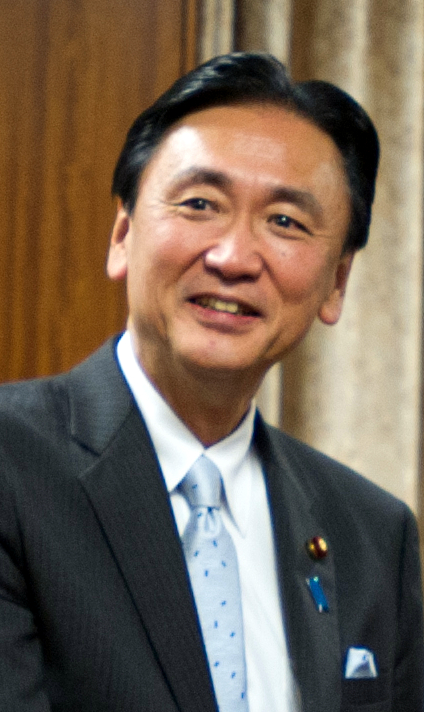
拉致議連会長の古屋圭司

北朝鮮に拉致された日本人を早期に救出するために行動する議員連盟は、北朝鮮による日本人拉致問題の解決と拉致被害者の救出をめざす超党派の議員連盟。略称は、拉致議連（らちぎれん）、拉致救出議連（らちきゅうしゅつぎれん）。

## 設立経緯
新潟市の女子中学生横田めぐみ（1977年失踪。失踪当時は13歳）らの失跡が問題化したのを受け、1997年4月15日、自由民主党衆議院議員の中山正暉が会長となり、超党派の「北朝鮮拉致疑惑日本人救援議員連盟」（旧拉致議連）が設立された。しかし、日朝国交正常化交渉再開を最優先する会長の中山正暉の対応などをめぐって意見が対立し、同議連が休眠状態となったため、2002年4月に中堅・若手議員が中心となり現在の議連を発足させた。

### 旧拉致議連の混乱
旧拉致議連において当初中山は、拉致被害者の横田めぐみの両親と衆議院議員会館で共同会見を行い「拉致問題が解決するまでは北朝鮮に対して食糧支援を行わない」と発言するなど強硬な姿勢を見せ、議連も一致してその原則で臨んでいた。
しかし中山は1997年11月に平壌を訪問して以降、急きょ各方面に日本人拉致事件そのものを否定する説を発表するなど不可解な行動をとるようになった。中山は、野中広務の意を受け外務省とも連携しながら水面下で交渉を続け、1999年には5回の秘密交渉を持った。一方、2000年には拉致議連会長のまま日朝友好議員連盟の会長に就任し、「拉致問題は幽霊のように実体のないもの」と述べ、「まず北朝鮮との国交正常化を行った後に拉致問題の解決を行うべき」と発言するなど、自身の従来の見解とも矛盾する北朝鮮寄りの言動が顕著になった。こうした中山の豹変に対し、マスメディアや「救う会」（北朝鮮に拉致された日本人を救出するための全国協議会）からは疑念と批判の声が上がった。また中山の行動が影響し、旧拉致議連参加議員の中から日朝友好議員連盟にも重複加入する議員が現れるなど混乱が生じるようになり、旧拉致議連は活動休止状態に陥った。
2002年3月12日、よど号グループ柴田泰弘の妻だった八尾恵が東京地方裁判所で、自分がロンドンにいる有本恵子を騙して北朝鮮に連れて行ったと証言した。これを受けて、政府による拉致認定は「7件10人」から「8件11人」となった。中山は「7件10人」を事実上棚上げしたうえで有本の拉致を「よど号グループ」が勝手にやったこととして「解決」しようとした。有本の事例を「日本人が日本人が拉致したもので、北朝鮮は関係ない」（2002年3月15日）という理屈で、これならば北朝鮮を傷つけることなく譲歩を引き出しやすいと考えたのである。中山はまた、2002年3月20日、有本恵子の母・嘉代子に電話をかけ、「日本人が日本人を連れていったもので、北朝鮮の工作員が関与していないという話の方が有本さんを帰国させやすい」と説明したほか、北朝鮮で会わせることを持ちかけた。また、「『救う会』の運動から手を引けば平壌に連れて行って恵子さんと会わせてやる。私を取るか、『救う会』をとるか」と二者択一をせまった。それに対し嘉代子は、「救う会を取ります」と回答して電話を切った。中山は、政府が北朝鮮による拉致容疑を「8件11人」に修正した直後、「有本さんを拉致事件に加えたのはよくない」と自民党の会議で公言し、自身の構想が崩れたことへの不快感を表した。
こうした中山の言動に対し、かつての同志であった石原慎太郎東京都知事は「被害者の家族への恫喝か、加害者たるテロ国家への気配りなのか、何ゆえのへつらいなのか」と批判した。会長自らそれまでの方針を勝手に翻し、このような言動を行ったことで「家族会」（北朝鮮による拉致被害者家族連絡会）の疑念を生むこととなり、議連メンバーや「家族会」「救う会」関係者、また、自身の支援者からも批判を浴びた中山は「日朝友好議員連盟会長」と「北朝鮮拉致疑惑日本人救済議員連盟」の両会長から退いた。
旧拉致議連は後任人事について桜井新幹事長と西村眞悟事務局長代理に一任し、同年4月3日、両名の協議の結果「体制一新が必要」との判断に達し、旧議連を解散することとした。

### 新拉致議連の発足
2002年4月、石破茂を会長、西村を幹事長、平沢勝栄を事務局長とする新拉致議連「北朝鮮に拉致された日本人を早期に救出するために行動する議員連盟」が改めて結成された。同年4月25日の設立総会には衆参国会議員31人と代理30人が参加、「家族会」「救う会」と結束して行動することを確認した。新拉致議連の行動目標は、以下の通りである。
1. 在日朝鮮人（北朝鮮人）の再入国の禁止
2. 北朝鮮支援の全面凍結
3. 朝銀信用組合に対する疑惑の徹底解明と、公的資金投入の中止
4. 万景峰号の税関検査の強化、北朝鮮船の入港禁止などの実現に向けた法律の整備
5. 海外各国への協力要請
6. 国会に「拉致特別委員会」の設置

新拉致議連呼びかけ人は以下の通り。
自由民主党
- 石破茂（会長）
- 米田建三（副会長）
- 高市早苗（副幹事長）
- 平沢勝栄（事務局長）
- 近藤基彦
- 中川昭一
- 中川義雄

民主党
- 吉田公一（会長代行）
- 上田清司（副会長）
- 原口一博（副幹事長）
- 松沢成文（副幹事長）
- 松原仁（事務局次長）
- 佐藤道夫

自由党
- 塩田晋（副会長）
- 西村眞悟（幹事長）
- 田村秀昭
- 森ゆうこ

保守党
- 小池百合子（副会長）

新拉致議連は当時経済産業大臣だった平沼赳夫や内閣官房副長官の安倍晋三らが賛同、第1次小泉内閣もこれを支持した。参加の呼びかけは社会民主党・日本共産党以外のすべての国会議員にむけてなされた。中川昭一や上田清司らの呼びかけに応じ、中井洽・古屋圭司をはじめ、自由民主党、民主党、自由党、保守党の議員は発足当初から参加しているが、公明党からの参加はなかった。しかし、2002年9月17日の小泉純一郎首相の北朝鮮訪問以降は、公明党の漆原良夫が参加している。
なお、会長であった石破と安倍晋三では拉致にむかう姿勢は対照的だったとの指摘がある。

## 所属議員
- 古屋圭司（会長、自民党）[10]
- 山谷えり子（会長代行、自民党）[10]
- 渡辺周（会長代行、立憲民主党）[10]
- 原口一博（副会長、立憲民主党）[11]
- 竹内譲（副会長、公明党）[10]
- 東徹（副会長、日本維新の会）[10]
- 松原仁（幹事長、無所属）[10]
- 榛葉賀津也（副幹事長、国民民主党）[10]
- 北村経夫（事務局長、自民党）[10]
- 鈴木馨祐（事務局次長、自民党）
- 笠浩史（事務局長代理、立憲民主党）[10]
- 西村康稔（自民党）
- 和田政宗（自民党）
- 高市早苗（自民党）
- 稲田朋美（自民党）
- 江藤拓（自民党）
- 松沢成文（日本維新の会）

### 過去の所属議員
- 漆原良夫（副会長、公明党）
- 衛藤晟一（副会長、自民党）[10]